# Harriet Harman
Harriet Ruth Harman (Londen, Engeland, 30 juli 1950) is een Brits politica van de Labour Party.
Zij was lid van het Lagerhuis van 1982 tot 2024 en is daarmee een van de langstzittende parlementariers in de recente geschiedenis. Ze had verschillende ministersposten in de kabinetten van Tony Blair en Gordon Brown, waaronder minister van Sociale Zaken, Leader of the House of Commons en Lord Privy Seal.  Zij was tweemaal waarnemend partijleider van de Labour Party (2010 en 2015), en tussen 2010 en 2015 viceleider van de Labour Party onder Gordon Brown en Ed Miliband. Sinds augustus 2024 is ze als barones Harman van Peckham lid van het Hogerhuis.
Harman is een prominent voorvechter van gelijke rechten voor vrouwen en minderheden.

## Carrière
Harriet Harman is een dochter van een arts. Ze studeerde politieke wetenschappen aan de universiteit van York. In 1982 werd ze verkozen als parlementslid voor het Zuid-Londense district Peckham (nu Camberwell and Peckham). Ze werd Labours woordvoerder voor sociale zaken in 1984 en gezondheid in 1987. Na de verkiezingen van 1992 werd ze lid van het Labour-schaduwkabinet, eerst als schaduwstaatssecretaris van Financiën, vervolgens als schaduwminister voor Gezondheid.
Toen Labour in 1997 de verkiezingen won, werd Harman benoemd tot minister van Sociale Zaken, ze verliet het kabinet in 1998 en werd in 2001 benoemd als eerste vrouwelijke Solicitor General (assistent-advocaat-generaal). Ze trad nogmaals toe tot het kabinet na de verkiezingen van 2005, ditmaal als Minister of State (een soort staatssecretaris) van het ministerie van Grondwettelijke Zaken, in 2007 ingevoegd in het ministerie van Justitie.
Nadat John Prescott in 2007 aftrad als Deputy Leader (vicefractievoorzitter) van de Labour Party werd Harman op 24 juni verkozen tot nieuwe vicefractievoorzitter en voorzitter van de partij. Ze volgde Prescott echter niet op als vicepremier; deze functie bleef onbezet na zijn aftreden. Op 28 juni werd Harman ook benoemd tot minister voor Vrouwenzaken en Gelijkheid, leider van het Britse Lagerhuis (Leader of the House of Commons) en lid van het kabinet als Lord Privy Seal. En op 12 oktober werd ze benoemd tot hoofd van een nieuwe organisatie van de Britse regering, het Government Equalities Office, dat hervormingen in de antidiscriminatiewetgeving voorbereidt.
Na het aftreden van Gordon Brown als premier en voorzitter van Labour in 2010, diende Harman als interim-partijleider. In het Lagerhuis volgde ze David Cameron, die premier werd, op als leider van de oppositie. Toen Ed Miliband verkozen werd als nieuwe partijleider, benoemde hij Harman tot schaduwvicepremier en schaduwstaatssecretaris voor Internationale Ontwikkeling in Labours schaduwkabinet. Na het aftreden van Milliband in 2015 was Harman wederom tijdelijk fractievoorzitter van Labour (nu in de oppositie), tot de verkiezing van Jeremy Corbyn.
Anno 2024 was Harman het langstzittende vrouwelijke lid van het Huis, waarmee ze de eretitel Mother of the House droeg. Ze was kandidaat bij de verkiezingen voor een nieuwe voorzitter na het aftreden van John Bercow in 2019. Harman stelde zich niet herkiesbaar bij de Lagerhuisverkiezingen van 2024. Haar lidmaatschap van het Lagerhuis eindigde op 30 mei 2024, toen het partlement in aanloop naar de verkiezingen werd ontbonden.
Sinds augustus 2024 is ze als barones Harman van Peckham voor Labour lid van het Hogerhuis (House of Lords)